# Alwetendheid
Alwetendheid is de eigenschap alles te weten wat er te weten valt. 
God wordt in veel religies en filosofische systemen geacht almachtig en alwetend te zijn.
Vanouds streven de wijsbegeerte en in het bijzonder de metafysica naar een zienswijze die alle kennis insluit. Volgens Aristoteles verlangt de metafysicus naar kennis van het zijnde qua zijnde, in plaats van bijvoorbeeld 'slechts' het zijnde qua telbaarheid (wiskunde) of het zijnde qua beweging (natuurkunde).
Sommige wetenschappers en filosofen zijn sceptisch over de bereikbaarheid van dit ideaal. Anderen zijn optimistischer over de vermogens van de mens, bijvoorbeeld de Verlichtingsfilosofen Denis Diderot en Jean Le Rond d'Alembert, auteurs van de beroemde Encyclopédie.